# World Wrestling Council
World Wrestling Council (WWC) — пуэрто-риканский рестлинг-промоушн. Первоначально он был основан как Capitol Sports Promotions в 1973 году Карлосом Колоном-старшим, Виктором Йовицой и Гориллой Монсуном. До 1988 года она была членом National Wrestling Alliance. К середине 1990-х годов промоушен сменил название на World Wrestling Council.

## История
Компания Capitol Sports Promotions приобрела известность в пуэрто-риканских домах вскоре после того, как её телешоу Super Estrellas de la Lucha Libre выходило в эфир каждые выходные на 4-м канале WAPA-TV.
В 1980-х Capitol Sports Promotions начала гастролировать по всему острову, и если золотая эра бокса в Пуэрто-Рико ограничивалась только Понсе и столичным районом Пуэрто-Рико, то Capitol Sports Promotions привезла свои шоу во многие провинциальные городки, где люди не привыкли видеть живые спортивные события на ринге. В результате шоу Capitol обычно заполняли арены небольших городов. Поскольку пуэрто-риканский рынок оставался прибыльной территорией NWA, на крупных мероприятиях стал повсеместно присутствовать титул чемпиона мира NWA в тяжелом весе, преимущественно представленный многолетним хедлайнером Риком Флэром. Высококлассные рестлеры получали от 3 000 до 5 000 долларов за выходные.
К середине 1990-х годов организация сменила свое официальное название на World Wrestling Council. В течение этого десятилетия в организации все чаще стали появляться женщины.
В начале 2000-х International Wrestling Association (IWA-PR), которую промоутировал Виктор Киньонес, стала крупнейшим конкурентом WWC, заключив союз с гигантом рестлинга — World Wrestling Federation (WWF), который в свою очередь привел в IWA-PR американских суперзвезд.
После урагана «Мария», прошедшего над Пуэрто-Рико, штаб-квартира WWC на длительное время осталась без электричества из-за разрушения инфраструктуры. В ответ на это промоушен выдал лицензии некоторым своим рестлерам для участия в местной независимой сцене. По состоянию на декабрь 2017 года, часовые шоу WWC по выходным на WAPA-TV продолжали повторять последние несколько эпизодов, снятых до урагана. Спустя почти пять месяцев после урагана WWC подтвердил свое возвращение новыми эпизодами шоу выходного дня (состоящими из вновь записанных комментариев и интервью вперемешку с повторами громких матчей), предваряющими новое живое шоу 3 марта 2018 года.
В ноябре 2018 года WWE приобрела видеотеку WWC.